# Alberto Cerri
Alberto Cerri (San Secondo Parmense, 16 aprile 1996) è un calciatore italiano, attaccante del Como.

## Biografia
Il padre, Davide, è stato anch'egli calciatore e come lui è cresciuto nel settore giovanile del Parma per proseguire la propria carriera nei campionati dilettantistici. Invece il nonno materno, Ercole Gualazzini, è stato un ciclista professionista che ha vinto tappe al Giro d'Italia, alla Vuelta a España e al Tour de France.

## Caratteristiche tecniche
Punta centrale abile nel gioco aereo e di piede destro, le sue doti fisiche gli consentono di proteggere il pallone, favorendo in tal modo gli inserimenti dei centrocampisti.

## Carriera

### Club

#### Parma
Cresce nel settore giovanile del Parma, con il quale debutta in prima squadra ed in Serie A a soli 16 anni, il 30 marzo 2013, nella partita Parma-Pescara (3-0) disputata allo stadio Tardini. La stagione successiva vince il titolo di capocannoniere del Torneo di Viareggio 2014 segnando 6 reti in 4 partite disputate, e colleziona un'altra presenza in Serie A nella partita del 6 aprile 2014 contro il Napoli.

#### Virtus Lanciano
Per la stagione 2014-2015 viene ceduto in prestito in Serie B al Lanciano dove sceglie di vestire la maglia numero 27. L'inizio di stagione è ottimo: nelle prime 6 partite segna 4 reti (nei match contro Catania, Frosinone, Brescia e Bari) prima di fermarsi per un infortunio. Una volta rientrato fatica a trovare spazio e chiude la stagione in Abruzzo con 19 presenze e 4 reti prima di fare ritorno al Parma per fine prestito. Rimane quindi svincolato a seguito del fallimento della squadra emiliana.

#### Juventus e prestiti a Cagliari, SPAL e Perugia
Il 15 luglio 2015 viene ingaggiato dalla Juventus, che però, il successivo 21 agosto, lo gira in prestito al Cagliari, appena retrocesso in Serie B.
Il 9 dicembre 2015 segna il suo primo gol con la nuova maglia, nella partita vinta 3-1 contro il Lanciano, sua ex squadra. Si ripete il 29 gennaio 2016, decidendo il match vinto per 2-1 sul campo dell'Avellino con una rete al 78º minuto di gioco. Il 6 maggio 2016 realizza il gol del definitivo 3-0 nella vittoria contro il Bari al San Nicola, che sancisce la promozione del Cagliari in Serie A. Chiude la stagione con 26 presenze tra campionato e Coppa Italia, segnando tre reti.
Il 1º agosto 2016 viene ufficializzato il suo passaggio in prestito alla SPAL, squadra neopromossa in Serie B, con diritto di riscatto, fissato a 500.000 euro e contro-riscatto (fissato a un milione di euro) da parte della Juventus. Esordisce con la SPAL il 7 agosto nella gara del 2º turno di Coppa Italia vinta 2-0 contro il Messina, nella quale realizza un gol. Realizza il suo primo gol in campionato il 22 ottobre, alla 10ª giornata, nella partita vinta 3-1 in casa contro il Carpi. Conclude l'esperienza con 3 reti in 28 partite.
Tornato alla Juventus, a luglio viene ceduto nuovamente in prestito in Serie B, questa volta al Perugia, allenato da Federico Giunti. Esordisce con il Perugia il 6 agosto 2017, nella partita del 2º turno di Coppa Italia vinta 2-1 contro il Gubbio. Il successivo 12 agosto realizza la sua prima tripletta in carriera, nella partita del 3º turno di Coppa Italia vinta 4-0 in trasferta contro il Benevento. Il 26 agosto, alla prima giornata, Cerri firma su rigore la sua prima rete in campionato con la maglia del Grifo, nella gara vinta 5-1 a Chiavari contro la Virtus Entella. Con la squadra umbra Cerri gioca titolare e termina la stagione con 15 reti in 33 partite di campionato, disputando anche il turno preliminare dei play-off perso contro il Venezia.

#### Ritorno al Cagliari
Il 12 luglio 2018 la Juventus lo cede in prestito con obbligo di riscatto al Cagliari in Serie A, con cui sigla un contratto sino al 30 giugno 2023. Il valore del prestito equivale a un milione di € subito più 9 milioni per il riscatto in caso di salvezza. Il 19 febbraio 2019 viene riscattato per 9 milioni di euro dalla squadra sarda. Frenato da problemi fisici, in questa stagione è riserva di Leonardo Pavoletti e ottiene solamente 15 presenze in campionato, nelle quali non realizza gol.
L'anno successivo, visto l'infortunio di Pavoletti, diviene riserva di Giovanni Simeone. Ciononostante, il 2 dicembre 2019 al 96' segna, con un perentorio colpo di testa che si insacca sotto l'incrocio dei pali, il suo primo gol in serie A con la maglia del Cagliari , che permette al Cagliari di vincere per 4-3 la sfida contro la Sampdoria, dopo che i sardi erano stati sotto di 2 goal. Si ripete tre giorni dopo in Coppa Italia, sempre contro i blucerchiati nella partita del quarto turno vinta per 2-1.
Nella stagione 2020-2021 non trova molto spazio, ma è autore del gol salvezza contro il Parma quando ormai di fatto manca pochissimo al termine del campionato.
Ad imporsi sono i rossoblù dopo una partita giocata sul filo del rasoio: il Cagliari rimonta due reti in cinque minuti e vince la partita, decisivo il colpo di testa di Cerri al 94' con i rossoblù che ottengono così una vittoria importantissima in chiave salvezza.
Alla fine, ad andare in B, sarà proprio il Parma. Termina la stagione con 2 gol (l'altra l'ha realizzata in Coppa Italia) in 26 presenze tra tutte le competizioni. Con 5 gol in 74 presenze, viene ricordato a Cagliari come uno degli attaccanti meno prolifici e col rapporto prezzo cartellino/gol più svantaggioso nella storia del club sardo.

#### Como e prestiti ad Empoli e Salernitana
Il 17 agosto 2021 dopo aver rinnovato col club sardo fino al 2024 viene ceduto in prestito con diritto di riscatto (fissato a 5 milioni di euro) al Como, militante in Serie B. Debutta ufficialmente con i lombardi il 22 agosto seguente, in un match contro il Crotone. Il 29 agosto segna il primo gol con i lariani, nella trasferta in casa del Lecce, pareggiata per 1-1.  Il 26 febbraio 2022, dopo essere andato in gol contro il Brescia, si è infortunato ed è stato fuori circa un mese per uno stiramento. Conclude il campionato con 10 reti in 27 partite non venendo riscattato dal club lombardo. 
Tuttavia il 24 giugno 2022 le due società si accordano nuovamente per un prestito con obbligo di riscatto fissato a 2 milioni di euro. Nell'annata 2022-2023 realizza 9 reti in 33 partite. Al termine della stessa, viene acquistato a titolo definitivo dal club lombardo, con cui firma un contratto fino al giugno 2026.
Il 19 gennaio 2024, viene ceduto in prestito all'Empoli, in Serie A, fino al termine della stagione, con diritto di riscatto convertibile in obbligo al verificarsi di determinate condizioni. Esordisce ufficialmente con i toscani due giorni dopo la firma, nella vittoria casalinga contro il Monza. Il 20 aprile segna il suo primo e unico gol con i toscani che consente all'Empoli di superare il Napoli per 1-0. Termina la propria esperienza con un totale di 12 presenze, non venendo riscattato.
Dopo appena cinque presenze nella stagione successiva con il Como viene nuovamente ceduto in prestito, questa volta alla Salernitana. Debutta ufficialmente in maglia granata il 12 gennaio seguente, accorciando le distanze nel match casalingo perso contro il Sassuolo. Si ripete la settimana successiva, decidendo con una doppietta la gara casalinga contro la Reggiana. Complici alcune prestazioni al di sotto della media, chiude la stagione con solamente 3 marcature e con i granata retrocessi in Serie C dopo esser stati sconfitti ai play-out.

### Nazionale
Vanta numerose presenze con le nazionali giovanili, in particolare Under-17 e Under-19, delle quali è stato anche capitano. Con l'Under-17 nel 2013 ottiene il secondo posto all'Europeo U-17, e partecipa al Mondiale Under-17 negli Emirati Arabi Uniti dove l'Italia viene eliminata agli ottavi.
Debutta con la Nazionale Under-21 il 12 agosto 2015, a 19 anni, entrando nel secondo tempo della partita amichevole contro l'Ungheria (0-0) disputata a Telki. Il 29 marzo 2016 segna il suo primo gol in Under-21, la rete decisiva per la vittoria 1-0 nella partita di qualificazione all'Europeo 2017 contro Andorra. Viene convocato per l'Europeo Under-21 2017 in Polonia, nel quale viene utilizzato in 3 partite entrando dalla panchina.

## Statistiche

### Presenze e reti nei club
Statistiche aggiornate al 22 giugno 2025.
| Stagione        | Squadra         | Campionato      | Campionato | Campionato | Coppe nazionali | Coppe nazionali | Coppe nazionali | Coppe continentali | Coppe continentali | Coppe continentali | Altre coppe | Altre coppe | Altre coppe | Totale | Totale |
| Stagione        | Squadra         | Comp            | Pres       | Reti       | Comp            | Pres            | Reti            | Comp               | Pres               | Reti               | Comp        | Pres        | Reti        | Pres   | Reti   |
| --------------- | --------------- | --------------- | ---------- | ---------- | --------------- | --------------- | --------------- | ------------------ | ------------------ | ------------------ | ----------- | ----------- | ----------- | ------ | ------ |
| 2012-2013       | Parma           | A               | 1          | 0          | CI              | 0               | 0               | -                  | -                  | -                  | -           | -           | -           | 1      | 0      |
| 2013-2014       | Parma           | A               | 1          | 0          | CI              | 0               | 0               | -                  | -                  | -                  | -           | -           | -           | 1      | 0      |
| Totale Parma    | Totale Parma    | Totale Parma    | 2          | 0          |                 | 0               | 0               |                    | -                  | -                  |             | -           | -           | 2      | 0      |
| 2014-2015       | Lanciano        | B               | 19         | 4          | CI              | 0               | 0               | -                  | -                  | -                  | -           | -           | -           | 19     | 4      |
| 2015-2016       | Cagliari        | B               | 24         | 3          | CI              | 2               | 0               | -                  | -                  | -                  | -           | -           | -           | 26     | 3      |
| 2016-gen. 2017  | SPAL            | B               | 15         | 1          | CI              | 2               | 1               | -                  | -                  | -                  | -           | -           | -           | 17     | 2      |
| gen.-giu. 2017  | Pescara         | A               | 13         | 2          | CI              | -               | -               | -                  | -                  | -                  | -           | -           | -           | 13     | 2      |
| 2017-2018       | Perugia         | B               | 33+1       | 15         | CI              | 3               | 4               | -                  | -                  | -                  | -           | -           | -           | 37     | 19     |
| 2018-2019       | Cagliari        | A               | 15         | 0          | CI              | 2               | 1               | -                  | -                  | -                  | -           | -           | -           | 17     | 1      |
| 2019-gen. 2020  | Cagliari        | A               | 11         | 1          | CI              | 2               | 1               | -                  | -                  | -                  | -           | -           | -           | 13     | 2      |
| gen.-giu. 2020  | SPAL            | A               | 8          | 1          | CI              | 0               | 0               | -                  | -                  | -                  | -           | -           | -           | 8      | 1      |
| Totale SPAL     | Totale SPAL     | Totale SPAL     | 23         | 2          |                 | 2               | 1               |                    | -                  | -                  |             | -           | -           | 25     | 3      |
| 2020-2021       | Cagliari        | A               | 24         | 1          | CI              | 2               | 1               | -                  | -                  | -                  | -           | -           | -           | 26     | 2      |
| Totale Cagliari | Totale Cagliari | Totale Cagliari | 74         | 5          |                 | 8               | 3               |                    | -                  | -                  |             | -           | -           | 82     | 8      |
| 2021-2022       | Como            | B               | 27         | 10         | CI              | 0               | 0               | -                  | -                  | -                  | -           | -           | -           | 27     | 10     |
| 2022-2023       | Como            | B               | 34         | 9          | CI              | 1               | 0               | -                  | -                  | -                  | -           | -           | -           | 35     | 9      |
| 2023-gen. 2024  | Como            | B               | 5          | 1          | CI              | 1               | 0               | -                  | -                  | -                  | -           | -           | -           | 6      | 1      |
| gen.-giu. 2024  | Empoli          | A               | 12         | 1          | CI              | -               | -               | -                  | -                  | -                  | -           | -           | -           | 12     | 1      |
| 2024-gen. 2025  | Como            | A               | 5          | 0          | CI              | 0               | 0               | -                  | -                  | -                  | -           | -           | -           | 5      | 0      |
| Totale Como     | Totale Como     | Totale Como     | 71         | 20         |                 | 2               | 0               |                    | -                  | -                  |             | -           | -           | 73     | 20     |
| gen.-giu. 2025  | Salernitana     | B               | 18+2       | 3          | CI              | -               | -               | -                  | -                  | -                  | -           | -           | -           | 20     | 3      |
| Totale carriera | Totale carriera | Totale carriera | 268        | 52         |                 | 15              | 8               |                    | -                  | -                  |             | -           | -           | 283    | 60     |

### Cronologia presenze e reti in nazionale
| Cronologia completa delle presenze e delle reti in nazionale ― Italia under 21 | Cronologia completa delle presenze e delle reti in nazionale ― Italia under 21 | Cronologia completa delle presenze e delle reti in nazionale ― Italia under 21 | Cronologia completa delle presenze e delle reti in nazionale ― Italia under 21 | Cronologia completa delle presenze e delle reti in nazionale ― Italia under 21 | Cronologia completa delle presenze e delle reti in nazionale ― Italia under 21 | Cronologia completa delle presenze e delle reti in nazionale ― Italia under 21 | Cronologia completa delle presenze e delle reti in nazionale ― Italia under 21 |
| Data                                                                           | Città                                                                          | In casa                                                                        | Risultato                                                                      | Ospiti                                                                         | Competizione                                                                   | Reti                                                                           | Note                                                                           |
| ------------------------------------------------------------------------------ | ------------------------------------------------------------------------------ | ------------------------------------------------------------------------------ | ------------------------------------------------------------------------------ | ------------------------------------------------------------------------------ | ------------------------------------------------------------------------------ | ------------------------------------------------------------------------------ | ------------------------------------------------------------------------------ |
| 12-8-2015                                                                      | Telki                                                                          | Ungheria under 21                                                              | 0 – 0                                                                          | Italia under 21                                                                | Amichevole                                                                     | -                                                                              | 46’                                                                            |
| 8-10-2015                                                                      | Capodistria                                                                    | Slovenia under 21                                                              | 0 – 3                                                                          | Italia under 21                                                                | Qual. Europeo Under-21 2017                                                    | -                                                                              | 79’                                                                            |
| 13-10-2015                                                                     | Vicenza                                                                        | Italia under 21                                                                | 1 – 0                                                                          | Irlanda under 21                                                               | Qual. Europeo Under-21 2017                                                    | -                                                                              | 61’                                                                            |
| 13-11-2015                                                                     | Novi Sad                                                                       | Serbia under 21                                                                | 1 – 1                                                                          | Italia under 21                                                                | Qual. Europeo Under-21 2017                                                    | -                                                                              | 74’                                                                            |
| 29-3-2016                                                                      | Andorra la Vella                                                               | Andorra under 21                                                               | 0 – 1                                                                          | Italia under 21                                                                | Qual. Europeo Under-21 2017                                                    | 1                                                                              | 72’ 90+2’                                                                      |
| 2-6-2016                                                                       | Venezia                                                                        | Italia under 21                                                                | 0 – 1                                                                          | Francia under 21                                                               | Amichevole                                                                     | -                                                                              | 70’                                                                            |
| 10-8-2016                                                                      | San Benedetto del Tronto                                                       | Italia under 21                                                                | 0 – 0                                                                          | Albania under 21                                                               | Amichevole                                                                     | -                                                                              | 46’                                                                            |
| 2-9-2016                                                                       | Vicenza                                                                        | Italia under 21                                                                | 1 – 1                                                                          | Serbia under 21                                                                | Qual. Europeo Under-21 2017                                                    | 1                                                                              |                                                                                |
| 6-9-2016                                                                       | La Spezia                                                                      | Italia under 21                                                                | 3 – 0                                                                          | Andorra under 21                                                               | Qual. Europeo Under-21 2017                                                    | -                                                                              | 64’                                                                            |
| 10-11-2016                                                                     | Southampton                                                                    | Inghilterra under 21                                                           | 3 – 2                                                                          | Italia under 21                                                                | Amichevole                                                                     | -                                                                              | 61’                                                                            |
| 23-3-2017                                                                      | Cracovia                                                                       | Polonia under 21                                                               | 1 – 2                                                                          | Italia under 21                                                                | Amichevole                                                                     | -                                                                              | 74’                                                                            |
| 27-3-2017                                                                      | Roma                                                                           | Italia under 21                                                                | 1 – 2                                                                          | Spagna under 21                                                                | Amichevole                                                                     | -                                                                              | 57’                                                                            |
| 18-6-2017                                                                      | Cracovia                                                                       | Danimarca under 21                                                             | 0 – 2                                                                          | Italia under 21                                                                | Europeo Under-21 2017 - 1º turno                                               | -                                                                              | 88’                                                                            |
| 21-6-2017                                                                      | Tychy                                                                          | Rep. Ceca under 21                                                             | 3 – 1                                                                          | Italia under 21                                                                | Europeo Under-21 2017 - 1º turno                                               | -                                                                              | 84’ 87’                                                                        |
| 27-6-2017                                                                      | Cracovia                                                                       | Italia under 21                                                                | 1 – 3                                                                          | Spagna under 21                                                                | Europeo Under-21 2017 - Semifinale                                             | -                                                                              | 72’ 77’                                                                        |
| 1-9-2017                                                                       | Toledo                                                                         | Spagna under 21                                                                | 3 – 0                                                                          | Italia under 21                                                                | Amichevole                                                                     | -                                                                              | 46’                                                                            |
| 4-9-2017                                                                       | Cittadella                                                                     | Italia under 21                                                                | 4 – 1                                                                          | Slovenia under 21                                                              | Amichevole                                                                     | -                                                                              | 70’                                                                            |
| 22-3-2018                                                                      | Perugia                                                                        | Italia under 21                                                                | 1 – 1                                                                          | Norvegia under 21                                                              | Amichevole                                                                     | -                                                                              | 89’                                                                            |
| 27-3-2018                                                                      | Novi Sad                                                                       | Serbia under 21                                                                | 0 – 1                                                                          | Italia under 21                                                                | Amichevole                                                                     | -                                                                              | 46’ 89’                                                                        |
| 7-9-2018                                                                       | Dunajská Streda                                                                | Slovacchia under 21                                                            | 3 – 0                                                                          | Italia under 21                                                                | Amichevole                                                                     | -                                                                              | 79’                                                                            |
| 11-9-2018                                                                      | Cagliari                                                                       | Italia under 21                                                                | 3 – 1                                                                          | Albania under 21                                                               | Amichevole                                                                     | -                                                                              | 40’                                                                            |
| Totale                                                                         |                                                                                | Presenze                                                                       | 21                                                                             |                                                                                | Reti                                                                           | 2                                                                              |                                                                                |

## Palmarès

### Club
- Campionato italiano di Serie B: 1

Cagliari: 2015-2016

### Individuale
- Capocannoniere del Torneo di Viareggio: 1

2014 (6 goal)
- Golden Boy del Torneo di Viareggio: 1

2014
- Capocannoniere della Coppa Italia: 1

2017-2018 (4 gol, a pari merito con Matteo Di Piazza e Maxi López)